# 金光太郎右衛門
金光 太郎右衛門（かなみつ たろうえもん）は、戦国時代から安土桃山時代の武将。宇喜多氏家臣。知行は400石。御船手組とされる。

## 生涯
金光宗高の次男とされ、金光文右衛門は兄に当たると思われる。文右衛門とともに宇喜多氏に仕え、兄と行動を共にすることが多かったようである。
関ヶ原の戦いで西軍についた宇喜多秀家が敗れると、備前国御野郡古松村（現在の岡山県岡山市東古松、西古松）に子の安兵衛とともに隠棲した。孫に当たる与次郎宗吉（菅野金光家〈岡山市菅野〉の祖と思われる）と清右衛門は、後に岡山藩池田氏に微禄で仕えた。
なお、小西行長の前半生を描いた白石一郎の小説『海将』（講談社文庫）では、金光平馬として備中高松城の水攻め前後のくだりに登場している。